# La Messe sur le monde

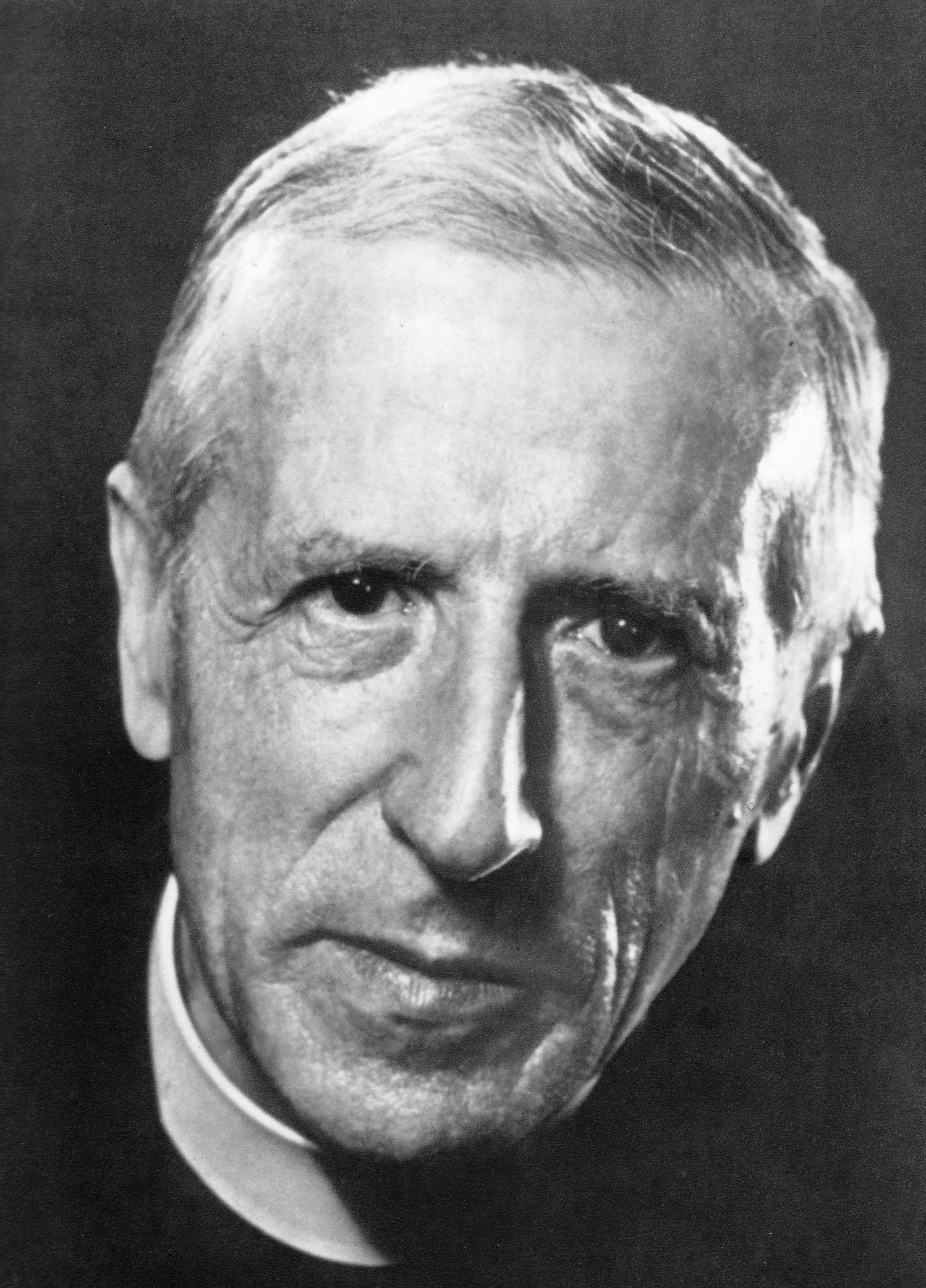
Pierre Teilhard de Chardin

La Messe sur le monde est une œuvre de spiritualité écrite par Pierre Teilhard de Chardin (1881-1955) en 1923. Texte majeur de l'anthropologue français l'œuvre est une célébration lyrique de l'Eucharistie chrétienne, comme offrande du monde et de sa Création. 

## Genèse
Pierre Teilhard de Chardin commença ce texte dans les tranchées de la Première Guerre mondiale, alors qu'il se trouvait à proximité du Chemin des Dames. Dans l'ouvrage qu'il a consacré à La Messe sur le monde, Thomas M. King (en) relève « des versions préalables, la plus notable sous forme d'un essai intitulé Le Prêtre, écrit en 1918 alors qu'il servait dans l'armée française ». Teilhard en reprit l'écriture en 1923, lors d'une expédition scientifique en Mongolie-Intérieure (Chine), dans le désert d'Ordos, menée avec un autre prêtre jésuite, le père Émile Licent (1876-1952). Cette campagne de fouilles mit au jour des sites paléolithiques.
Dans les steppes désertiques du sud de la Mongolie-Intérieure, Teilhard ne disposait ni du pain, ni du vin ni de l'autel nécessaires pour célébrer la messe. Dans ce dénuement, il développa les thèmes abordés précédemment et composa alors, à titre d'offrande à Dieu, un hymne cosmique où le divin est à la fois l'origine et la fin, et l'homme, le centre de la spiritualisation de la matière. Il semble que cette méditation lui ait été inspirée le jour de la fête de la Transfiguration, le 6 août,. Dans une lettre datée du lendemain, 7 août 1923, Teilhard indique : « Quand je chemine à dos de mulet, des journées entières, je répète, comme autrefois – à défaut d'autre messe – "La Messe sur le monde". »

## Une théologie eucharistique
Le mouvement du texte s'inscrit dans le schéma général de l'Eucharistie dans la tradition catholique : offertoire, préface, consécration, communion et prière de conclusion. Ainsi, remarque Xavier Tilliette, « l'autel est la terre entière, l'offertoire "le travail et la peine du monde" ; la patène porte la moisson de l'effort, le calice la sève des "fruits broyés" ». Jean-Michel Maldamé note à cet égard que « l'on retrouve, sous-jacente à la 
méditation, la structure classique de la spiritualité eucharistique : la messe est centrée sur la consécration exprimée en termes de transsubstantiation ; elle est un temps d'adoration et de communion ; elle est ensuite communion ; enfin, elle est un envoi, un "apostolat" ». Cette vision rejoint « les axes principaux de la théologie eucharistique du XXe siècle », dans une prière « appuyée sur des réflexions théologiques » qui « associe le prêtre à l'action du Christ souverain prêtre et sauveur du monde ». 
Pour Teilhard, le mot « monde » représente la totalité de ce qui existe, une totalité qui s'accomplit « dans un mouvement qui la sanctifie. Cette sanctification se fait par la prière du prêtre. Ainsi, le dénuement du prêtre est-il l'occasion d'une prière eucharistique qui trouve sa vraie dimension au contact plus immédiat avec la nature » : La Messe sur le monde est « une magnifique paraphrase du mystère eucharistique, agrandi aux dimensions de l'univers ».
François Euvé souligne que, par-delà « sa force poétique, la puissance de ses images », l'œuvre exprime « toute une théologie de l'Eucharistie » où chaque croyant devient acteur de la célébration, préfigurant en cela le « sacerdoce commun » des fidèles dont parlera le concile Vatican II quelque quarante ans plus tard,.
Ce texte reste l'essai le plus connu de Teilhard, dont il contient les thématiques essentielles. Il fut réédité dans Le Cœur de la matière.

## Éditions
- La Messe sur le monde, éditions du Seuil, 1965, 58 p.
- La Messe sur le monde, Desclée de Brouwer, 1997, 72 p.

## Postérité
- Le texte a connu plusieurs adaptations musicales.
- La Messe sur le Monde est un film (1962) de Dominique Delouche avec lecture du texte par Laurent Terzieff.
- Lors de sa visite pastorale en Mongolie, en septembre 2023, le pape François rappela la figure du père Teilhard de Chardin et son œuvre  composée exactement 100 ans auparavant, durant ses investigations anthropologiques en Mongolie intérieure.  Il fit sienne la prière de Teilhard: « Je me prosterne, ô Seigneur, devant votre Présence dans l’Univers devenu ardent et, sous les traits de tout ce que je rencontrerai, et de tout ce qui m’arrivera, et de tout ce que je réaliserai en ce jour, je vous désire, je vous attends ». [10]